# Miopristis minor
Miopristis minor là một loài bọ cánh cứng trong họ Chrysomelidae. Loài này được Burgeon miêu tả khoa học năm 1942.